# Jäger-Bataillon „von Neumann“ (1. Schlesisches) Nr. 5

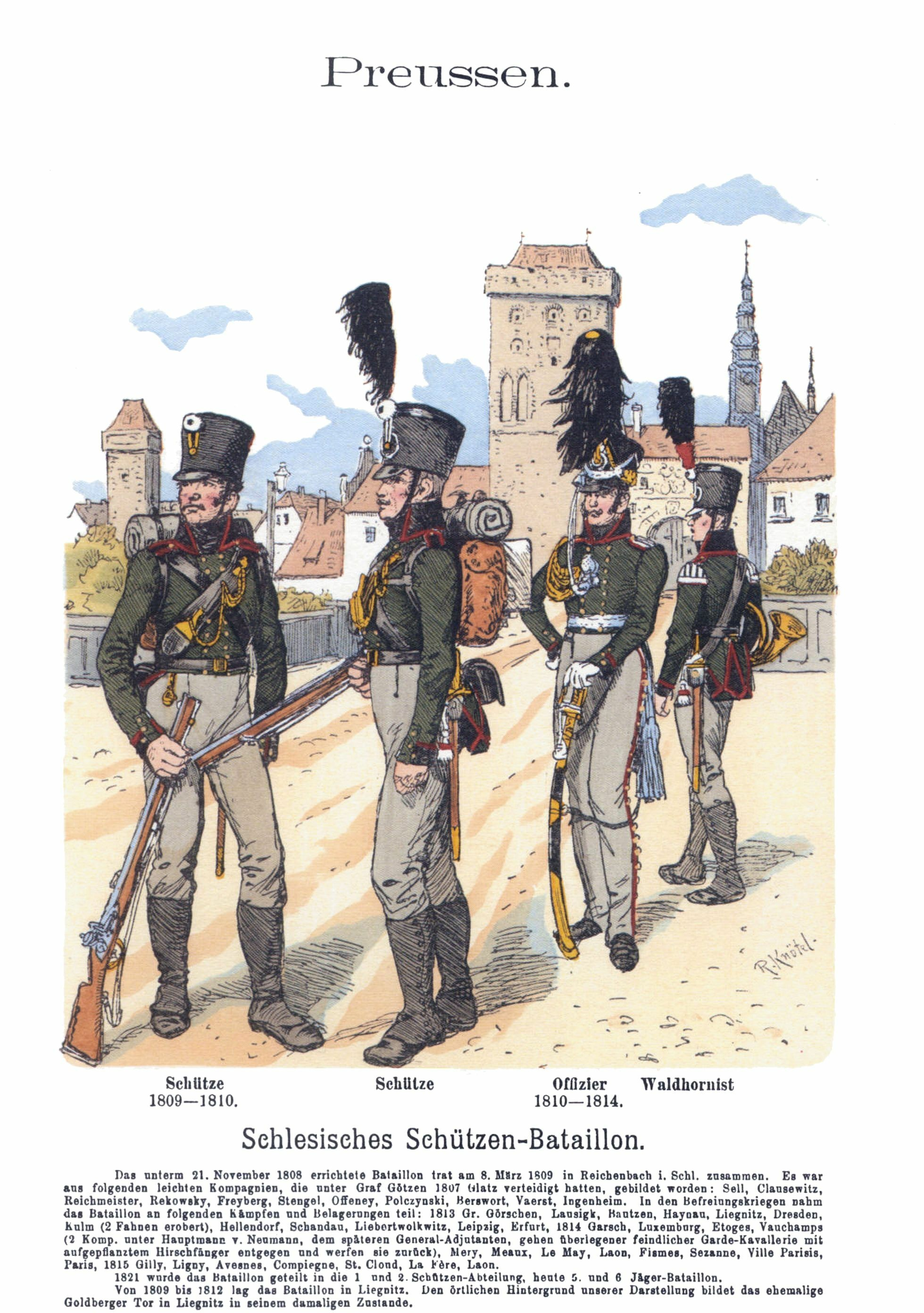

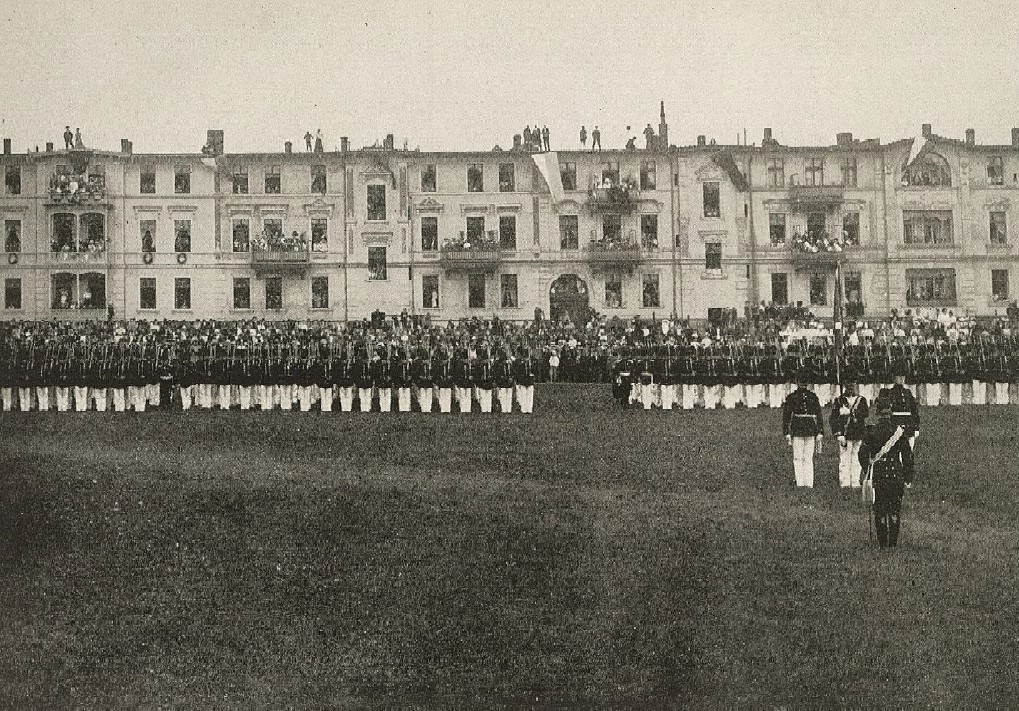
Jäger-Bataillon „von Neumann“ (1. Schlesisches) Nr. 5 in Paradeaufstellung bei der Feier seines 100-jährigen Bestehens am 1. September 1908

Das Jäger-Bataillon „von Neumann“ (1. Schlesisches) Nr. 5 war ein Infanterieverband der Preußischen Armee, der von 1808 bis 1919 bestand.

## Geschichte und Formierung
Der Verband wurde am 21. November 1808 (Stiftungstag) durch Allerhöchste Kabinettsordre mit dem Namen Schlesischen Schützen-Bataillon gebildet. Es bestand zunächst aus den vier Kompanien, deren Mannschaften sich aus elf Kompanien der leichten Infanterie – „von Sell“, „von Clausewitz“, „Reichmeister“, „von Rekowsky“, „von Freiburg“, „von Stenzel“, „von Offeney“, „von Polczinsky“, „von Berswordt“, „von Vaerst“, „von Ingenheim“ – rekrutierte. Es handelte sich um Einheiten, die sich bereits im Vierten Koalitionskrieg 1806/07 ausgezeichnet hatten. Der Zusammentritt des Bataillons erfolgte am 8. März 1809 in Reichenbach in Schlesien. Am 14. April 1809 wurde der Generalmajor Ludwig Yorck von Wartenburg zum besonderen Inspekteur dieser Bataillons ernannt.
Nach den Befreiungskriegen führte der Verband vom 5. November 1816 bis zum 12. April 1821 den Namen 1. Schützen-Bataillon (Schlesisches). Im Zuge der Teilung formierte sich anschließend daraus mit der 1. und 2. Kompanie die 1. Schützen-Abteilung (Westpreußische). Ab 10. März 1823 entfiel die landsmannschaftliche Bezeichnung und der Verband wurde bis 1832 unter dem gemeinsamen Kommandeur mit der 2. Schützen-Abteilung geführt. Zum 1. Oktober 1845 erfolgte die Umbenennung in 5. Jäger-Abteilung und mit der Errichtung einer 3. Kompanie am 21. November 1848 in 5. Jäger-Bataillon. Im Zuge der Heereserweiterung wurde es am 4. Juli 1860 in 1. Schlesisches Jäger-Bataillon Nr. 5 umbenannt. Die letzte Veränderung trat am 27. Januar 1889 in Kraft, als Kaiser Wilhelm II. zur Erinnerung an den General der Infanterie August Wilhelm von Neumann-Cosel (1786–1865) den Verband in Jäger-Bataillon „von Neumann“ (1. Schlesisches) Nr. 5 benannt.

## Garnison / Standorte
| von  | bis  | Standort   |
| ---- | ---- | ---------- |
| 1809 | 1812 | Liegnitz   |
| 1812 | 1813 | Brieg      |
| 1814 | 1815 | Aachen     |
| 1816 | 1830 | Breslau    |
| 1830 | 1849 | Görlitz    |
| 1849 | 1850 | Düsseldorf |
| 1887 | 1919 | Hirschberg |

## Einsatzgeschichte

### Befreiungskriege
Das Bataillon kämpfte während der Befreiungskriege gegen Frankreich und seine Verbündeten. Ab 1813 kam es häufig zu Kämpfen zwischen der böhmisch-preußischen Armee und französischen Truppen. So vom 16. bis 19. Oktober 1813 bei der Völkerschlacht bei Leipzig und am 18. Juni 1815 letztendlich bei der Schlacht von Waterloo unter Gebhard Leberecht von Blücher.

### Polnischer Aufstand in der Provinz Posen
- Gefecht bei Xions
- Gefecht bei Miloslaw

### Badische Revolution
Anlässlich der Niederschlagung der Badischen Revolution verlegte das Bataillon nach Baden. Am 21. Juni 1849 kam es bei Ladenburg zum Einsatz. Die 2. Kompanie wirkte zeitgleich bei Heidelberg. Im weiteren Verlauf waren die Jäger am 29. Juni am Federbach, am 30. Juni bei Steinmauern und am 8. Juli 1849 bei Niederbühl.

### Deutscher Krieg
9. Infanterie-Division, V. Armee-Korps

### Deutsch-Französischer Krieg
Im Krieg gegen Frankreich nahm das Bataillon 1870/71 an den Schachten bei Weißenburg, Wörth und Sedan sowie vom 19. September 1870 bis zum 28. Januar 1871 an der Einschließung und Belagerung von Paris teil.

### Erster Weltkrieg
Im Zuge der Mobilmachung stellt das Bataillon Anfang August 1914 das Reserve-Jäger Bataillon Nr. 5 sowie das Reserve-Jäger Bataillon Nr. 21 auf.

#### 1914
- 01. bis 4. August – Mobilmachung
- 04. bis 7. August – Verladung und Fahrt nach dem Westen
- 08. bis 21. August – Überschreiten der französischen Grenze, Aufklärung vor der 5. Armee
- 22. bis 30. August – Schlacht bei Longwy, Gefechte am Othain Abschnitt, Übergang über die Maas im Raum Stenay
- 31. August bis 10. September – Kämpfe im Argonnerwald/Varennes, Übergang über den Rhein-Marne-Kanal
- 11. bis 24. September – Allgemeiner Rückzug, Übergang zum Stellungskrieg
- ab 25. September – Stellungskrieg in den Argonnen

#### 1915
- Stellungskrieg in den Argonnen, Kämpfe um die Höhe „la Fille Morte“

#### 1916
- bis 30. Juli – Stellungskrieg in den Argonnen
- 01. bis 5. August – Transport an die Ostfront nach Galizien
- 09. bis 22. August – Kämpfe bei Tezupol/Galizien
- 23. bis 24. August – Transport nach dem Luzk-Bogen (Brussilow-Offensive)
- ab 16. September – Stellungskrieg

#### 1917
- bis 20. April – Stellungskrieg
- 21. bis 25. April – Transport an die Westfront nach Flandern
- 26. April bis 24. Juli – Stellungskämpfe im Raum Geluvelt/Zandvoorde
- 25. bis 26. Juli – Transport zur Gruppe „Caudry“, Schlacht von Cambrai
- 28. Juli bis 28. August – Kämpfe vor der Siegfriedstellung bei Vendhuile
- 02. September bis 4. Oktober – Ruhe und Ausbildungszeit in Bertry
- 05. bis 15. Oktober – Herbstschlacht in Flandern
- 22. Oktober bis 18. November – Stellungskrieg zwischen Maas und Mosel
- 18. November bis 3. Dezember – Einsatz in Italien als Reserve in den Venetianischen Alpen
- 05. bis 8. Dezember – Transport nach dem Oberelsaß
- ab 9. Dezember – Bereitschaft und Ausbildung für den Bewegungskrieg

#### 1918
- bis 7. Februar – Bereitschaft und Ausbildung für den Bewegungskrieg
- 08. bis 28. Februar – Stellungskämpfe im Raum Queant
- 01. bis 14. März – Ausbildung/Vorbereitung Frühjahrsoffensive
- 21. März bis 6. April – Große Schlacht in Frankreich
- 07. bis 25. April – Stellungskrieg im Raum Bucquoy
- 29. April bis 28. Mai – Ruhe und Ausbildung im Raum Fechain
- 29. Mai bis 13. Juli – Reserve der Obersten Heeresleitung
- 15. bis 17. Juli – Einsatz während der Marneschlacht
- 18. bis 25. Juli – Abwehrkämpfe zwischen Soissons und Reims
- 26. Juli bis 3. August – Abwehrkämpfe zwischen Marne und Vesle
- 09. August bis 2. September – Ausbildungszeit im Raum Metz
- 03. bis 14. September – Stellungskämpfe in Lothringen
- 15. September bis 4. Oktober – Kämpfe in der Woevre-Ebene und westlich der Mosel
- 05. bis 12. Oktober – Abwehrkämpfe in der Champagne und an der Maas
- 13. Oktober bis 4. November – Kämpfe an der Aisne, Aire und Vesle
- 05. bis 11. November – Kämpfe in der Antwerpen-Maas-Stellung
- ab 11. November – Räumung des besetzten Gebietes, Rückmarsch in die Garnison

#### 1919
- bis 8. Januar – Räumung des besetzten Gebietes, Rückmarsch in die Garnison

## Organisation und Unterstellung
| von                | bis                | Unterstellung                                     |
| ------------------ | ------------------ | ------------------------------------------------- |
|                    | 06. August 1914    | 9. Infanterie-Division                            |
| 07. August 1914    | 03. September 1914 | 6. Kavallerie-Division                            |
| 03. September 1914 | 25. Dezember 1915  | 33. Infanterie-Division                           |
| 25. Dezember 1915  | 31. Juli 1916      | 34. Infanterie-Division, XVI. Armee-Korps         |
| 05. August 1916    | 16. September 1916 | 237. Infanterie-Brigade, 119. Infanterie-Division |
| 16. September 1916 | 11. November 1918  | Jäger-Regiment Nr. 6, 195. Infanterie-Division    |

## Kommandeure
| Dienstgrad           | Name                              | Datum                                   |
| -------------------- | --------------------------------- | --------------------------------------- |
| Major/Oberstleutnant | Ludwig Gans zu Putlitz            | 17. Februar 1809 bis 10. Januar 1810    |
| Major                | Christoph von Crammon             | 17. Januar 1810 bis 19. Februar 1812    |
| Major/Oberstleutnant | Karl von Streit                   | 21. Februar 1812 bis 17. Dezember 1813  |
| Major                | Ferdinand von Boltenstern         | 18. Dezember 1813 bis 3. Januar 1814    |
| Major                | August von Neumann                | 04. Februar 1814 bis 9. Oktober 1815    |
| Hauptmann/Major      | Heinrich von Keller               | 10. Oktober 1815 bis 22. November 1820  |
| Major/Oberstleutnant | Gottlieb von Goszicki             | 23. November 1820 bis 31. Mai 1832      |
| Hauptmann/Major      | Friedrich von Vollgnad            | 01. Juli 1832 bis 20. Februar 1841      |
| Hauptmann/Major      | Albert von Baczko                 | 22. Februar 1841 bis 21. September 1851 |
| Major                | Ernst Leo von Holwede             | 30. Oktober 1850 bis 25. Juli 1856      |
| Major                | Leonhard von Bornstedt            | 26. Juli 1856 bis 21. Mai 1858          |
| Oberstleutnant       | Julius von Roeder                 | 22. Mai 1858 bis 16. Februar 1859       |
| Major/Oberstleutnant | Gustav von Fabeck                 | 17. Februar 1859 bis 19. September 1861 |
| Major/Oberstleutnant | Gustav von Weller                 | 20. September 1861 bis 29. Oktober 1866 |
| Oberstleutnant       | Rudolf von Waldersee              | 30. Oktober 1866 bis 5. September 1870  |
| Oberstleutnant       | Christian Boedicker               | 06. September 1870 bis 3. November 1871 |
| Major                | August von der Schulenburg        | 04. November 1871 bis 19. November 1873 |
| Major/Oberstleutnant | Karl von Kczewski                 | 20. November 1873 bis 4. Februar 1878   |
| Major/Oberstleutnant | Rudolf von Winterfeld             | 05. Februar 1878 bis 13. Juli 1883      |
| Major                | Maximilian du Jarrys von La Roche | 14. Juli 1883 bis 4. November 1885      |
| Major/Oberstleutnant | Eduard von Müller                 | 11. November 1885 bis 14. Februar 1889  |
| Major/Oberstleutnant | Klaus von und zu Egloffstein      | 16. Februar 1889 bis 16. Februar 1894   |
| Major                | Ehrenreich von Redern             | 17. Februar 1894 bis 15. September 1895 |
| Oberstleutnant       | Arthur von Ferno                  | 16. September 1895 bis 14. Juni 1896    |
| Oberstleutnant       | Richard von Beck                  | 15. Juni 1896 bis 17. Oktober 1902      |
| Oberstleutnant       | Ferdinand von Trossel             | 18. Oktober 1902 bis 23. April 1904     |
| Major/Oberstleutnant | Arnold von Bauer                  | 24. April 1904 bis 26. Januar 1908      |
| Major/Oberstleutnant | Hasso von Wedel                   | 27. Januar 1908 bis 21. April 1912      |
| Oberstleutnant       | Maximilian von Stockhausen        | 22. April 1912 bis 1. August 1914       |
| Major                | Walter von Müllenheim-Rechberg    | 01. August 1914 bis 8. April 1916       |
| Hauptmann            | Wilhelm von Gazen gen. Gaza       | 14. April 1916 bis 17. März 1918        |
| Hauptmann            | Brendel                           | 18. bis 21. März 1918 (Führer)          |
| Leutnant             | Keil                              | 21. bis 22. März 1918 (Führer)          |
| Hauptmann            | Glasow                            | 25. März bis 26. April 1918 (Führer)    |
| Hauptmann            | Leopold Wegener                   | 26. April 1918 bis 8. Januar 1919       |

## Ausrüstung
Die Ausrüstung bestand aus einem schwarzen Filztschako mit preußischer Kokarde und schwarz/weißen Pompom. Die Mütze war jägergrün mit roter Umrandung. Die Uniform war ebenfalls jägergrün, mit goldenen Messingknöpfen und auch roter Umrandung, dazu ein schwarzes Halstuch, einen schwarzen Gürtel und ein schwarzer Munitionskasten. Bewaffnet war das Bataillon mit der Potsdamer Büchse.